# Jessica Vall
Jessica Vall Montero (née le 22 novembre 1988 à Barcelone) est une nageuse espagnole spécialiste des épreuves de brasse. En 2013, elle a participé aux Championnats du monde avec comme meilleure performance une treizième place au 200 m brasse. En 2014, elle décroche la médaille de bronze aux Championnats d'Europe sur cette distance.

## Palmarès

### Championnats du monde
Grand bassin
- Championnats du monde 2015 à Kazan (Russie) :
  -  Médaille de bronze du 200 m brasse.

### Championnats d'Europe

#### En grand bassin
- Championnats d'Europe 2014 à Berlin (Allemagne) :
  -  Médaille de bronze du 200 m brasse.
- Championnats d'Europe 2016 à Londres (Royaume-Uni) :
  -  Médaille d'argent du 200 m brasse.